# Боривітер реюньйонський
Боривітер реюньйонський (Falco duboisi) — вимерлий вид хижих птахів родини соколових (Falconidae). Був ендеміком острова Реюньйон в Індійському океані. Вимер наприкінці XVII століття. Відомий лише з субфосильних кісток, зібраних у 1974 році Бертраном Кервазо у печері Грот перших французів на заході острова. Про невеликих соколів на острові у 1674 році згадував мандрівник Дюбуа, ймовірно, описуючи цей вид.